# Alfredo Pérez
Alfredo Pérez (10 d'abril de 1929 - 23 d'agost de 1994) fou un futbolista argentí.

## Selecció de l'Argentina
Va formar part de l'equip argentí a la Copa del Món de 1958.